# HV Blerick
HV Blerick is een Nederlandse handbalvereniging uit Blerick, gemeente Venlo.

## Geschiedenis
De vereniging werd statutair opgericht op 10 juli 1970. Vijfendertig leden van Venlo's eerste handbalvereniging Athene '56 waren kort daarvoor bij die vereniging vertrokken om in Blerick een eigen vereniging op te richten. In de eerste jaren werden de wedstrijden afgewerkt in sporthal Craneveld, bij Loreal, aangezien de vereniging niet beschikte over een eigen sportaccommodatie. Na vijf jaar kon de vereniging de huidige sporthal Egerbos in gebruik nemen. In 1979 richtten een paar leden een tweede Blerickse vereniging op onder de naam Delphi, maar die bestond slechts twee jaar.
In de jaren tachtig hadden het eerste heren- en damesteam weinig successen en speelden in lage competities. In de negentiger jaren volgde een revival. Het eerste damesteam stootte binnen enkele jaren van de afdelings tweede klasse door naar de landelijke eerste divisie. Bij het eerste herenteam duurde vele seizoenen om vanuit de derde divisie naar omhoog te klimmen. Rond 1990 slaagden het eerste herenteam er in om naar de tweede divisie te promoveren. Echter na drie seizoenen later was men terug bij af. Enkele jaren later promoveerde het team opnieuw naar de tweede divisie. Na afloop van het seizoen 1998/1999 kon de vlag in top en voor het eerst in de historie van de vereniging stootte een herenteam door naar de eerste divisie. Het verblijf duurde slechts één jaar en degradeerde weer terug naar de tweede divisie.
Vanaf het seizoen 2020/2021 ging HV Blerick deels samenwerken met HV Eksplosion '71 en HandbaL Venlo onder de naam HC Groot Venlo.